# Michel des Essarts
Pierre Michel des Essarts (né en 1732 à Périers et mort le 4 mars 1794 à Fégréac) est un chef vendéen.

## Biographie
Pierre Michel, écuyer, seigneur des Essarts, de Corbin appartenait à une famille noble de Normandie. Il est marié à Marie-Périne Richard de la Messardière dont il a trois enfants : Elisabeth-Agathe-Marie-Henriette Michel des Essarts, Joseph Michel des Places des Essarts et Charles-Marie Michel des Essarts.
Il est élu le 5 juillet 1790 secrétaire de l'assemblée des électeurs du district de Châtillon-sur-Sèvre. Il participe à l'insurrection de la Vendée contre la République. Devenu vice-président du Conseil supérieur de la Vendée, il suit l'armée catholique et royale dans sa virée outre-Loire et se cache à Fégréac après la déroute de Savenay. Il y est découvert et fusillé en 1794.

## Regard contemporain
"M. des Essarts, le père, [était un] pauvre gentilhomme, dont notre famille avait fait la fortune ; il avait été marié par Mme de Lescure, la grand'mère, à une de nos voisines, mais il avait toujours vécu à Clisson, ainsi que ses enfants ; il n'avait à cette époque que sa fille, âgée de trente ans. Cette demoiselle avait toute l'instruction et tout l'esprit possibles, mais le jugement faux ; plein de prétentions, elle menait entièrement son père, qui était instruit, spirituel et bon naturellement, mais qui avait aussi des prétentions et secondait sa fille dans la rage qu'elle avait de tout gouverner".